# Дворец Водзицких (Иголомя)
Дворец Водзицких (пол. Pałac Wodzickich) — архитектурный памятник, находящийся в Польше в населённом пункте Иголомя, гмина Иголомя-Вавженьчице Краковского повята Малопольского воеводства. Здание внесено в реестр охраняемых памятников Малопольского воеводства.
Дворец Водзицких был спроектирован в конце XVIII веке польским архитектором Кристианом Айгнером для аристократической семьи Водзицких, которые в дальнейшем использовали здание в качестве своего родового имения. Дворец в классическом стиле представляет собой двухэтажное здание. Северный портик украшен четырьмя ионическими колоннами. Крыша бального зала сооружена в виде купола. В бальном зале также находится камин с барельефом наполеоновского орла.
7 марта 1985 года Дворец Водзицких был внесён в реестр памятников культуры Малопольского воеводства (№ А-605). В настоящее время Дворец Водзицких находится в пользовании Института археологии и этнологии Польской академии наук.